# Costică Bărbulescu
Costică Bărbulescu (n. 14 septembrie 1925, Brăila) este un pratolog român, specialist în pajiști și culturi furajere, recunoscut pentru contribuțiile sale la dezvoltarea tehnologiilor de ameliorare a pajiștilor și producerea furajelor. A activat peste patru decenii (1949–1990) ca profesor la Facultatea de Agronomie din USAMV București și cercetător în cadrul Academiei de Științe Agricole și Silvice (ASAS). A publicat peste 111 lucrări științifice și 11 manuale universitare, fiind autor coordonator al unor tratate esențiale în pratologie. A fost membru titular al ASAS (1991) și a primit Ordinul Național „Steaua României” în grad de cavaler.

## Biografie
Copilărie și educație  
Costică Bărbulescu s-a născut la 14 septembrie 1925 în Brăila. A urmat școala primară în orașul natal și Liceul „Nicolae Bălcescu” din Brăila, absolvind în 1944. În același an, a fost admis la Facultatea de Agronomie a Institutului Agronomic „N. Bălcescu” din București, pe care a absolvit-o în 1949, fiind unul dintre fruntașii promoției. 
A obținut titlul de doctor în agronomie sub îndrumarea profesorului Gheorghe Anghel, cu teza „Pajiștile de deal dintre Argeș și Dîmbovița, studii geobotanice și economice”. În 1973, i s-a acordat titlul de „Dr. Docent” pentru contribuțiile sale în cercetare și activitatea didactică. 
Carieră profesională  
După absolvire, Costică Bărbulescu a fost angajat ca asistent la disciplina „Cultura pajiștilor și plantelor furajere” sub îndrumarea profesorului Gheorghe Anghel (1949–1956). A devenit șef de lucrări în 1956 și conferențiar în 1963. Între 1969 și 1990, a fost profesor titular la catedra de Fitotehnie a USAMV București. După pensionare (1990), a rămas profesor consultant la aceeași catedră. În perioada 1966–1971, a ocupat funcții de conducere în Ministerul Învățământului, inclusiv consilier, director general adjunct și secretar științific. A fost prorector al Institutului Agronomic „N. Bălcescu” și șef al Catedrei de Producerea și Păstrarea Furajelor (1981–1989). 

## Activitate științifică
Costică Bărbulescu a publicat 111 lucrări științifice, majoritatea ca autor coordonator, și a contribuit la 13 lucrări de sinteză, tratate și monografii în domeniul pratologiei și culturilor furajere. A efectuat cercetări în zone ecologice variate, de la câmpie la regiuni montane și alpine, colaborând cu specialiști precum Paul Burcea, Gheorghe Motcă și Ioan Puia. 
Geobotanică și cartare  
A realizat studii geobotanice și cartarea vegetației pajiștilor, publicând „Harta vegetației pășunilor alpine din Masivul Lezer-Păpușa” (1964) și „Harta vegetației pajiștilor naturale din Platforma Bran” (1969). A efectuat cercetări în Masivul Leaota (1975–1980) și Făgăraș (1976–1980) pentru stabilirea compoziției floristice a pajiștilor montane și alpine. 
Ameliorarea pajiștilor  
A studiat fertilizarea organică și minerală a pajiștilor de Nardus stricta, publicând „Influența îngrășămintelor asupra producției și compoziției floristice a pășunilor de Țăposică” (1966). La Schitul Golești (1961–1965), a cercetat supraînsămânțarea pajiștilor dominate de Agrostis tenuis, îmbunătățind structura floristică. Rezultatele sunt sintetizate în „Dinamica producției și compoziției floristice a pajiștilor de la Davidești, Argeș”. 
Culturi furajere  
A optimizat tehnologia de cultură a ierbii de Sudan, extinzând utilizarea ei în zonele de stepă și silvostepă (1982–1990, Moara Domnească). A stabilit amestecuri de plante furajere perene pentru pajiști temporare irigate, contribuind la programele Institutului de Cercetare Dezvoltare pentru Pajiști Brașov. 
Producerea semințelor  
A cercetat producerea semințelor de graminee și leguminoase perene, publicând „Determinator pentru semințele de graminee și leguminoase perene” (1964) și „Cultura plantelor de nutreț pentru sămânță” (1963). 

## Activitate didactică
Costică Bărbulescu a fost îndrumător de doctorat, coordonând 31 de teze în specializarea „Producerea și păstrarea furajelor”, inclusiv pentru cetățeni străini. A elaborat 11 manuale universitare, dintre care „Lucrări practice la pășuni și fânețe” (1956) și „Producerea și păstrarea furajelor” (1971) au fost primele de acest gen în România. A organizat cursuri și lucrări practice pentru studenți, contribuind la formarea specialiștilor în licee agricole și ferme zootehnice. 

## Activitate managerială
Costică Bărbulescu a deținut funcții de conducere care au influențat învățământul și cercetarea agricolă:
- Consilier, director general adjunct și secretar științific în Ministerul Învățământului (1966–1971).
- Prorector al Institutului Agronomic „N. Bălcescu” București.
- Șef al Catedrei de Producerea și Păstrarea Furajelor, USAMV București (1981–1989).
- Vicepreședinte al secției de Cultura Plantelor, ASAS (1993–2001).
- Expert în Comisia de Științe Agricole și Medicină Veterinară, Consiliul Național de Cercetare Științifică (1985).

A reprezentat România la congrese internaționale în Franța (1970), Elveția (1971), Suedia (1973), Polonia (1969), Danemarca (1970), Algeria (1974) și Ungaria (1985). 

## Lucrări
Costică Bărbulescu a publicat 111 lucrări științifice și 13 lucrări de sinteză. Dintre lucrările reprezentative:
- „Lucrări practice la pășuni și fânețe” (cu P. Burcea), Editura Agrosilvică, 1956
- „Studiul sistemului radicular la câteva asociații de pajiști de deal situate între Argeș și Dâmbovița”, Lucrări Științifice IANB, Editura Agrosilvică, 1960
- „Cultura plantelor de nutreț pentru sămânță”, Editura Agrosilvică, 1963
- „Determinator pentru semințele de graminee și leguminoase perene” (cu Gh. Motcă), Editura Agrosilvică, 1964
- „Harta vegetației pășunilor alpine din Masivul Lezer” (cu P. Burcea), Lucrări Științifice IANB, Editura Agrosilvică, 1964
- „Lucrări practice pentru școlile medii agricole și zootehnice la cursul de pășuni și fânețe” (cu P. Burcea), Lito IANB, 1964
- „Plante de nutreț”, Editura Agrosilvică, 1964
- „Influența îngrășămintelor chimice asupra producției și compoziției floristice a pășunilor de țăposică” (cu P. Burcea și P. Tănăsescu), Editura Agrosilvică, 1966
- „Măsuri pentru îngrijirea pășunilor și fânețelor”, Material documentar, 1966
- „Cultura pajiștilor” (cu Gh. Anghel și alții), Editura Ceres, 1967
- „Modificări anatomice la unele graminee de pajiști sub influența îngrășămintelor minerale”, Lucrări Științifice IANB, Editura Agrosilvică, 1967
- „Producerea și păstrarea furajelor” (cu I. Puia și alții), EDP, 1967
- „Harta vegetației pajiștilor naturale din Platforma Bran” (cu P. Burcea și Gh. Motcă), Lucrări Științifice IANB, 1969
- „Curs de producerea și păstrarea furajelor” (cu P. Burcea), IANB, 1970
- „Determinator pentru flora pajiștilor” (cu P. Burcea), Editura Ceres, 1971
- „Producerea și păstrarea furajelor”, Tratat EDP, 1971
- „Fitotehnica” (cu Gh. Bâlteanu și V. Ionescu-Șișești), Editura Ceres, 1972
- „Sporirea producției de furaje prin cultura pajiștilor” (cu P. Burcea și I. Moga), Redacția Revistelor Agricole, 1973
- „Cultura plantelor de nutreț. Manual pentru licee agricole” (cu P. Burcea)
- „Metode noi pentru sporirea producției de furaje”, Materiale de propagandă agricolă, 1976
- „Modificarea cantității producției de furaje obținute pe pajiști de Agrostis tenuis sub influența îngrășămintelor chimice” (cu Gh. Motcă și P. Burcea), Anale Științifice ICP Brașov, 1976
- „Producerea și păstrarea furajelor” (cu I. Puia și alții), EDP, 1976
- „Dinamica producției și compoziției floristice la pajiști semănate de la Davidești, Argeș” (cu P. Burcea și Gh. Motcă)
- „Lucrări practice la producerea și păstrarea furajelor” (cu Tamara Ioan și Margareta Dumitrescu), IANB, 1985
- „Pajiștile de deal din România” (cu Gh. Motcă), Editura Ceres, 1987

## Premii și distincții
- Premiul I al Ministerului Învățământului (1978)
- Ordinul Național „Steaua României” în grad de cavaler
- Titlul de Dr. Docent (1973)
- Membru titular al ASAS (1991)

## Afilieri
- Îndrumător de doctorat (31 de teze coordonate)
- Membru titular al Academiei de Științe Agricole și Silvice (1991)
- Vicepreședinte al secției de Cultura Plantelor, ASAS (1993–2001)
- Expert în Comisia de Științe Agricole și Medicină Veterinară, Consiliul Național de Cercetare Științifică (1985)
- Reprezentant al României la congrese internaționale în Franța, Elveția, Suedia, Polonia, Danemarca, Algeria și Ungaria